# Liste der Kulturdenkmäler in Oppenheim
In der Liste der Kulturdenkmäler in Oppenheim sind alle Kulturdenkmäler der rheinland-pfälzischen Stadt Oppenheim aufgeführt. Grundlage ist die Denkmalliste des Landes Rheinland-Pfalz (Stand: 3. April 2024).

## Denkmalzonen
| Bezeichnung                            | Lage                                    | Baujahr                | Beschreibung | Bild            |
| -------------------------------------- | --------------------------------------- | ---------------------- | --- | --------------- |
| Denkmalzone Altstadt und Kelleranlagen | Lage                                    | ab dem 13. Jahrhundert | Bereich der mittelalterlichen Kernstadt einschließlich Stadtbefestigung mit spätmittelalterlich-frühneuzeitlichem Straßen- und Wegenetz, mit im Kern staufischer Burgruine Landskron, gotischer Katharinenkirche, hochgotischer katholischer Pfarrkirche, Adelshöfen des 16. bis 18. Jahrhunderts, zahlreichen repräsentativen öffentlichen Bauten, barocken Fachwerkhäusern, Weingärten; in der westlichen Vorstadt christlicher Friedhof, Weinlage „Am Herrenberg“, spätklassizistische Bürgerhäuser, gründerzeitliche Winzervillen; Adelshöfe, Bürgeranwesen, teilweise eingeschossige Handwerker- und Tagelöhnerhäuser, Fischer- und Schifferwohnungen in der nördlichen Vorstadt; unter der gesamten Kernstadt Keller- und Ganganlagen; in der Regel mehrere Bauabschnitte seit Spätmittelalter und früher Neuzeit, überwiegend Kalkbruchsteinbauten; die ältesten bezeichnet 1523 (Gaustraße 23a), 1540 (Mainzer Straße 89), 1608 (Merianstraße 2); zu unterscheiden zwischen Kellerräumen und häufig ringförmig geführten Gängen, oft über mehrere Ebenen sowie Parzellen und unter Höfen, Gärten oder Straßen; auch ebenerdig in den Berg getriebene Gänge mit Eingängen in Stützmauern, ebenso wie die Nutzung natürlicher Hohlräume; überwiegend Rundtonnen, seltener Kreuzgratgewölbe oder kuppelartig überwölbte Raumteile und Stützenräume; häufig auch Dreieckstonnen, vor 1540; ab dem letzten Viertel des 19. Jahrhunderts preußische Kappendecke, seit dem frühen 20. Jahrhundert Betonflachdecken; Hangschichtbrunnen und Zisternen, die wohl älteste bezeichnet 1540; in Teilbereichen lassen sich an der Anordnung der Keller Veränderungen des Stadtgrundrisses nach 1689 festmachen; reiches Material an Kleinfunden (Keramik, Gläser und andere Alltagsgegenstände, verzierte Ofenkacheln) | Fotos hochladen |
| Denkmalzone Jüdischer Friedhof         | Amselweg Lage                           | 1729                   | von Hecken eingefriedetes, unregelmäßig fünfeckiges Areal; Grabsteine von etwa 1729 bis 1936 | BW              |
| Denkmalzone Ringgarten                 | Dalbergerstraße, bei Nr. 19 Lage        | 16. Jahrhundert        | Überreste des Adelshofes „Zum güldenen Ring“ im Ringgarten, wohl aus dem 16. Jahrhundert; Umfassungsmauern nach der Dalbergerstraße noch großteils mit Grundmauern des Hauptgebäudes und eines südlich hinzugefügten Wirtschaftsgebäudes identisch; erhalten mehrere tonnengewölbte Keller, rundbogige Abgänge im nördlichen Bereich des Grundstücks und im straßenseitigen Abschnitt der Umfassungsmauer, im Süden Bruchstück eines gotischen Fenstermaßwerks; Reste einer spätgotischen Wendeltreppe; ostseitige Weinbergsmauern aus dem 18. und 19. Jahrhundert mit Strebepfeilern und Spolienmaterial vor 1689 | BW              |
| Denkmalzone Köbelstraße                | Köbelstraße 1-7 (ungerade Nummern) Lage | 1925                   | kleine Siedlung mit eingeschossigen Einfamilienhäusern im Heimatstil, Fachwerkbauten (verschindelt) mit Mansarddächern, 1925, Architekt Georg Aßmus, Oppenheim, und Gabriel A. Gerster, Mainz | BW              |

## Einzeldenkmäler
| Bezeichnung                                                                          | Lage                                                                               | Baujahr                                | Beschreibung | Bild                           |
| ------------------------------------------------------------------------------------ | ---------------------------------------------------------------------------------- | -------------------------------------- | --- | ------------------------------ |
| Stadtbefestigung                                                                     |                                                                                    | vor 1269                               | eine der am umfangreichsten erhaltenen Wehranlagen Rheinhessens; 1269 erstmals erwähnt, im 15. und 16. Jahrhundert unter Einbeziehung der Vorstädte erneuert; um 1620 von den Spaniern Sternschanze als Vorwerk errichtet; trotz Zerstörung von 1689 Segmente der mittelalterlichen Anlage erhalten; im 18. Jahrhundert Reparaturen; seit 1818 Entfestigung und Versteigerung des Stadtgrabens; von der turmbewehrten Stadtmauer mit sechs Toren bzw. Pforten, Zwingermauer und Graben in Resten u. a. erhalten: Stadtmauer und Graben vor allem im südlichen (Karl-Koch-Straße, Gartenstraße, Am Stadtgraben) und nördlichen Bereich (unterhalb der Burg, Vorstadt); von den im Kern spätromanischen Toren: Gautor (1566 aufgestockt, 1724 renoviert) und Zollpforte; von den Türmen: Sackträgerturm an der Südwestecke, Zollturm mit Bauinschrift der zweiten Hälfte des 14. Jahrhunderts (1843/44 Wiederaufbau als Uhrturm), Rupprechtsturm (Schneiderturm) an der Dalbergerstraße (mittelalterliche Grundmauern; um 1900 als Aussichtsturm wiedererrichtet) | weitere Bilder Fotos hochladen |
| Hauszeichen                                                                          | Am Markt, an Nr. 4 Lage                                                            | spätes 19. Jahrhundert                 | Hauszeichen am ehemaligen Gasthaus „Zur Krone“, skulptierte Krone, wohl aus dem späten 19. Jahrhundert | weitere Bilder Fotos hochladen |
| Altes Finanzamt                                                                      | Am Markt 6/8, Backgasse 11 Lage                                                    | 1715                                   | Nr. 6 barocker Mansarddachbau, bezeichnet 1715, mit älteren Teilen; Nr. 8 neubarocker Mansarddachbau, bezeichnet 1913; barocke Hausmadonna, um 1680; Backgasse 11: eingeschossiger Massivbau mit Kniestock, im Kern aus der zweiten Hälfte des 19. Jahrhunderts | weitere Bilder Fotos hochladen |
| Sackträgerturm                                                                       | Am Stadtgraben, bei Nr. 21 Lage                                                    |                                        | Südwestecke der Stadtbefestigung, bekrönt von Gartenlaube, um 1900 | BW                             |
| Verwaltungsgebäude                                                                   | Amtsgerichtsplatz 1 Lage                                                           | 1905                                   | ehemaliges Amtsgericht; burgartiger späthistoristischer Sandsteinquaderbau, 1905, Architekt Paul Kubo, Hessisches Hochbauamt Mainz; mit Ausstattung | Fotos hochladen                |
| Portal                                                                               | Backgasse, an Nr. 18 Lage                                                          | 1578                                   | Kellerportal, bezeichnet 1578 | BW                             |
| Tränkpforte                                                                          | Bädergasse, bei Nr. 54 Lage                                                        |                                        | Tränkpforte der Stadtbefestigung: der äußere Torbogen in einer Garage erhalten | BW                             |
| Domstifthofkapelle                                                                   | Bädergasse 62 Lage                                                                 | 16. Jahrhundert                        | ehemalige Domstifthofkapelle; kreuzrippengewölbte spätgotische Hauskapelle, wohl aus dem 16. Jahrhundert | BW                             |
| Portal                                                                               | Bädergasse, an Nr. 64 Lage                                                         | 1567                                   | Kellerportal, Sandstein, bezeichnet 1567 und 1557 (?) | BW                             |
| Wohnhaus                                                                             | Bahnhofstraße 3 Lage                                                               | zweite Hälfte des 18. Jahrhunderts     | barockes Wohnhaus, teilweise Fachwerk, wohl aus der zweiten Hälfte des 18. Jahrhunderts; straßenbildprägend | BW                             |
| Spolie                                                                               | Burgstraße, an Nr. 6 Lage                                                          | 16. Jahrhundert                        | stelenförmiges Grabsteinfragment vom Katharinenkirchhof, 16. Jahrhundert | BW                             |
| Spolien                                                                              | Dalbergerstraße 1 Lage                                                             | spätes 16. oder frühes 17. Jahrhundert | Renaissancepforte, spätes 16. oder frühes 17. Jahrhundert, barocker Schlussstein mit Blattmaske, wohl von 1754 | BW                             |
| Spolie                                                                               | Dalbergerstraße, an Nr. 3 Lage                                                     | 1737                                   | barocker Scheitelstein, bezeichnet 1737 | Fotos hochladen                |
| Hof der Freiherren von Sturmfeder                                                    | Dalbergerstraße 10 Lage                                                            | 18. Jahrhundert                        | ehemaliger Hof der Freiherren von Sturmfeder, 18. Jahrhundert, mit älteren Teilen, zweite Hälfte des 16. Jahrhunderts; barocker älterer achtachsiger Bauteil mit Stalleinbau und Walmdach, jüngerer vierachsiger Bauteil mit Fachwerkgiebel und Krüppelwalm; Spolien des 16. und 17. Jahrhunderts; mit Ausstattung aus dem 18. und 19. Jahrhundert | BW                             |
| Frankensteiner Hof                                                                   | Dalbergerstraße 19 Lage                                                            | 1584                                   | Herrenhaus: repräsentativer Renaissancebau mit spätgotischem Kern, im Wesentlichen von 1584, Umbau bezeichnet 1612, barockes Mansardwalmdach; dreigeschossiger Treppenturm, bezeichnet 1490 und 1584; zwei spätgotische Hauskapellen; Nebengebäude um 1600, Erweiterung bezeichnet 1852, Gartenhaus um 1900; landschaftsbildprägend | BW                             |
| Dalberger Hof                                                                        | Dalbergerstraße 21 Lage                                                            | 1882                                   | ehemaliger Dalberger Hof; Villa Frowein; gotisierender Gelbklinkerbau, doppeltes Walmdach, bezeichnet 1882 (mit älteren Teilen), Architekt Carl Schwartze, Oppenheim, Vorderhaus mit Walmdach, wohl aus dem frühen 19. Jahrhundert; südlich eine der größten Keller- und Ganganlagen der Stadt, 1882, anschließend spätmittelalterliches Gangsystem; parkartiger Garten, Gartenhaus mit Belvedereturm, um 1840 (mit älteren Teilen), zweites Gartenhaus um 1822, Stützmauer bezeichnet 1629 (?) | Fotos hochladen                |
| Geschlechterbrunnen                                                                  | Dalbergerstraße, bei Nr. 21 Lage                                                   | 1546                                   | auch Ritterbrunnen; Renaissance-Ziehbrunnen über Freitreppe, bezeichnet 1546 und 1626; drei Wappenreliefs (Dalberg, Frankenstein, Gemmingen) | weitere Bilder Fotos hochladen |
| Burgmannenhof                                                                        | Dalbergerstraße 29 Lage                                                            | frühes 17. Jahrhundert                 | ehemaliger Burgmannenhof; Dreiflügelanlage, im Kern eventuell aus dem frühen 17. Jahrhundert, nach Brand barocker Wiederaufbau im frühen 18. Jahrhundert (um 1725?), Umbau 1894; Spolie, bezeichnet 1616; terrassierter Garten und Wiesengelände, Stützmauern vom 17. bis 19. Jahrhundert | BW                             |
| Ruprechtsturm                                                                        | Dalbergerstraße, oberhalb Nr. 29 Lage                                              | 1903                                   | auf den Grundmauern des Schneiderturms der Stadtbefestigung als Aussichtsturm errichtet, 1903, Sandstein-Bossenquaderwerk | weitere Bilder Fotos hochladen |
| Zeppelinstein                                                                        | Dalbergerstraße, bei Nr. 50 Lage                                                   | 1908                                   | findlingsartige Stele, bezeichnet 1908 | BW                             |
| Emondshalle                                                                          | Emondsstraße 7 Lage                                                                | 1904/05                                | ehemalige Turnhalle; gotisierender Krüppelwalmdachbau, teilweise Fachwerk, 1904/05, Architekt Gibfried, Oppenheim | BW                             |
| Wohnhaus                                                                             | Friedrich-Ebert-Straße 30 Lage                                                     | 1924                                   | villenartiger barockisierender Putzbau mit Schweifdach, bezeichnet 1924, Architekt Regierungsbaurat Ernst Böckmann, Oppenheim | BW                             |
| Villa                                                                                | Friedrich-Ebert-Straße 64 Lage                                                     | 1901/02                                | kubischer Putzbau mit hoch aufragendem Treppenturm, 1901/02; straßenbildprägend | BW                             |
| Wohnhaus                                                                             | Friedrich-Ebert-Straße 75 Lage                                                     | 1951/53                                | eingeschossiges MAN-Stahlhaus, eingedeckt mit Asbestzementplatten, 1951/53 | Fotos hochladen                |
| Villa                                                                                | Friedrich-Ebert-Straße 83 Lage                                                     | 1906                                   | Winzervilla; barockisierender Mansardwalmdachbau, 1906, Architekt Julius Brahm, Wiesbaden | BW                             |
| Kriegerdenkmäler und Grabmäler                                                       | Gaustraße, auf dem Friedhof Lage                                                   | 19. und 20. Jahrhundert                | auf dem Friedhof: - Veteranendenkmal (Napoleonstein), klassizistischer Sandsteinpfeiler, bezeichnet 1841 - Kriegerdenkmal 1914/18, Jugendstil-Figur einer Trauernden, 1922 - Friedhofskreuz mit Metallkorpus, um 1836 - Grabmal Familie Balthasar Eichhorn († 1868): Sandsteinpfeiler mit Reliefkruzifix - Grabmal Eheleute Georg Senfter († 1877): Sandsteinpfeiler mit Kruzifixaufsatz - Grabmal Geschwister Wolff: Sandsteinpfeiler mit antikischer Volutenbekrönung, um 1880/90 - Grabmal Familie Schiff und Wallot, um 1880: Pilasterädikula - Grabmal Paul Wallot (1841–1912): dorische Ädikula mit Profilbildnis in Bronze, Architekt Alfred Friedrich Bluntschli, Zürich - Grabmal Familie Carl Sittmann († 1931): monumentale neuklassizistische Ädikula mit Urnenbekrönung, Grabeinfassung | BW                             |
| Keller                                                                               | Gaustraße, bei Nr. 23a Lage                                                        | 1523                                   | tonnengewölbte Kelleranlage, bezeichnet 1523 | BW                             |
| Spolie                                                                               | Gaustraße, an Nr. 24 Lage                                                          | 18. Jahrhundert                        | ehemaliger Ofenfuß; barocker reliefierter Volutenstein, 18. Jahrhundert (nachträglich bezeichnet 1893) | BW                             |
| Brunnen                                                                              | Gaustraße, bei Nr. 27 Lage                                                         |                                        | Ziehbrunnen, im Kern eventuell spätmittelalterlich-frühneuzeitliche Anlage | BW                             |
| Haustür                                                                              | Hasenbrunnengasse, an Nr. 3 Lage                                                   | 1728                                   | barocke Haustür, Zunftwappen bezeichnet 1728 | BW                             |
| Portal                                                                               | Jakob-Steffan-Platz, an Nr. 1 Lage                                                 | 1610                                   | Gewände eines prächtigen Renaissanceportals, bezeichnet 1610 | BW                             |
| Sparrhof                                                                             | Katharinenstraße 16 Lage                                                           | erste Hälfte des 18. Jahrhunderts      | herrschaftlicher spätbarocker Walmdachbau, erste Hälfte des 18. Jahrhunderts, Wintergarten um 1850; englischer Landschaftsgarten | BW                             |
| Hofanlage                                                                            | Kautzbrunnenweg 22, Vorstädterstraße 44 Lage                                       | 18. Jahrhundert                        | Einfirsthaus; breitgelagerter Krüppelwalmdachbau, 18. Jahrhundert, um 1850/60 spätklassizistisch überformt; Wirtschaftsgebäude mit großem ebenerdigem Keller, bezeichnet 1819 | BW                             |
| Gasthof                                                                              | Kautzbrunnenweg 34/36 Lage                                                         | erste Hälfte des 18. Jahrhunderts      | ehemaliger Gasthof; barockes Doppelwohnhaus, teilweise Fachwerk (teilweise verputzt), erste Hälfte des 18. Jahrhunderts; Nr. 34: ehemaliger Türsturz, bezeichnet 1727 und barocke Spolie, bezeichnet 1736 | BW                             |
| Wohnhaus                                                                             | Kautzbrunnenweg 40 Lage                                                            | 18. Jahrhundert                        | barocker Krüppelwalmdachbau, teilweise Fachwerk (verputzt), Spolie bezeichnet 1724; Keller bezeichnet 1724 | BW                             |
| Treppe                                                                               | Kirchstraße, in Nr. 1 Lage                                                         | um 1600                                | steinerne Wendeltreppe zur Erschließung von zwei tonnengewölbten Kellerebenen mit Renaissanceportal, um 1600 | BW                             |
| Katholische Pfarrkirche St. Bartholomäus                                             | Kirchstraße 2 Lage                                                                 | erste Hälfte des 14. Jahrhunderts      | ehemalige Franziskanerklosterkirche; gotischer Saalbau, im Wesentlichen aus der ersten Hälfte des 14. Jahrhunderts, Chor bezeichnet 1405; mit Ausstattung; Marienkapelle; gotische Sakristei; Konventsgebäude, Reste des gotischen Kreuzgangs, Spolien | weitere Bilder Fotos hochladen |
| Katholisches Pfarrhaus                                                               | Kirchstraße 4 Lage                                                                 | 18. Jahrhundert                        | zweigeschossiger Putzbau, Bruchsteinmauerwerk, 18. Jahrhundert, im Kern wohl mittelalterlich | BW                             |
| Portal                                                                               | Kirchstraße, zu Nr. 7 Lage                                                         | 1714                                   | barockes Portal mit Allianzwappen, bezeichnet 1714 | Fotos hochladen                |
| Gelbes Haus                                                                          | Kirchstraße 29 Lage                                                                | 18. Jahrhundert                        | eingeschossiger Walmdachbau, 18. Jahrhundert; zwei Sandsteinspolien: Bruchstück mit hebräischer Inschrift von 1324/25, spätgotisches Kreuzwegrelief, 15. Jahrhundert | BW                             |
| Gartenhaus                                                                           | Köbelstraße 6 Lage                                                                 | nach 1772                              | zierlicher Mansarddachbau mit risalitartig vortretendem Mittelteil mit geschweifter Kuppelhaube und Knaufbekrönung, wohl nach 1772; Eisenzaun der 1920er Jahre | BW                             |
| Hugenottenhof                                                                        | Krämerstraße 1 Lage                                                                | 16. oder 17. Jahrhundert               | Wohn- und Geschäftshaus; zweiteilige Baugruppe, im Kern aus dem 16. oder 17. Jahrhundert, nach 1689 barock überformt; straßenbildprägend; tonnengewölbte Kelleranlage, im Kern spätmittelalterlich | Fotos hochladen                |
| Haus Schönecke                                                                       | Krämerstraße 2 Lage                                                                | 1712                                   | seit 1822 „Löwen-Apotheke“; dreiteiliger Putzbau, teilweise Fachwerk, mit Walmdächern, 1712 und später; ortsbildprägend; vielteilige tonnengewölbte Kelleranlage auf mehreren Ebenen | Fotos hochladen                |
| Wohnhaus                                                                             | Krämerstraße 3 Lage                                                                | späteres 18. Jahrhundert               | barocker Mansarddachbau, teilweise Fachwerk, späteres 18. Jahrhundert, mit älteren Teilen; weitläufiger Keller, älterer Kellerbogen bezeichnet 1609; Nebengebäude 1862 | BW                             |
| Architekturteile                                                                     | Krämerstraße, an Nr. 4 Lage                                                        | spätes 16. oder frühes 17. Jahrhundert | Renaissance-Architekturteile, spätes 16. oder frühes 17. Jahrhundert | BW                             |
| Wohnhaus                                                                             | Krämerstraße 6 Lage                                                                | 16. und 17. Jahrhundert                | malerisches Eckwohnhaus, teilweise Fachwerk, ehemals bezeichnet 1717, mit älteren Teilen (16. und 17. Jahrhundert); straßenbildprägend | BW                             |
| Architekturteile                                                                     | Krämerstraße, an Nr. 7 Lage                                                        | ab dem 16. Jahrhundert                 | am bzw. im mehrteiligen ehemaligen Weingut Architekturteile: doppelte barocke Ladenarkade, bezeichnet 1746; spätgotische Wendeltreppe; Kelleranlage über vier Ebenen mit über 20 Räumen und Gängen mit Bauteilen vom Spätmittelalter bis ins frühe 20. Jahrhundert | Fotos hochladen                |
| Portal                                                                               | Krämerstraße, an Nr. 10 Lage                                                       | 1726                                   | barockes Portal mit reliefiertem Schlussstein, (nachträglich) bezeichnet 1726 | BW                             |
| Wohnhaus                                                                             | Krämerstraße 17 Lage                                                               | frühes 18. Jahrhundert                 | dreigeschossiges, dreiachsiges barockes Bürgerhaus, teilweise Fachwerk (verputzt), frühes 18. Jahrhundert, Zunftstein bezeichnet 1718 | BW                             |
| Wohn- und Geschäftshaus                                                              | Krämerstraße 18 Lage                                                               | erste Hälfte des 18. Jahrhunderts      | Krüppelwalmdachbau, erste Hälfte des 18. Jahrhunderts, zweiachsige Erweiterung wohl im frühen 19. Jahrhundert; Spolie: Wappenstein, frühes 18. Jahrhundert(?); vielteilige Kelleranlage vor 1689; straßen- und platzbildprägend | weitere Bilder Fotos hochladen |
| Pfalzbäckerei                                                                        | Krämerstraße 19 Lage                                                               | frühes 18. Jahrhundert                 | repräsentativer barocker Mansardwalmdachbau, wohl aus dem frühen 18. Jahrhundert; straßenbildprägend; zwei tonnengewölbte Kellerräume vor 1689; Spolie bezeichnet 1707 | weitere Bilder Fotos hochladen |
| Spolie                                                                               | Krämerstraße, an Nr. 20 Lage                                                       | 1644                                   | Reliefstein mit Kreuz, bezeichnet 1644 und 1738 | BW                             |
| Portal                                                                               | Krämerstraße, an Nr. 22 Lage                                                       | 1714                                   | barockes Kellerportal mit Zunftzeichen, bezeichnet 1714 | BW                             |
| Keller                                                                               | Krämerstraße, unter Nr. 26/28/30 Lage                                              | vor 1689                               | zwei übereinander liegende Kelleranlagen, vor 1689; ringförmig angelegtes Gangsystem mit ausstrahlenden kurzen Stichgängen, Schichtwasserbrunnen | BW                             |
| Portal                                                                               | Krämerstraße 27 Lage                                                               | 16. Jahrhundert                        | spätgotisches Kellerportal, wohl aus dem 16. Jahrhundert | weitere Bilder Fotos hochladen |
| Adelshof                                                                             | Krämerstraße 37a/b Lage                                                            | 16. bis 18. Jahrhundert                | ehemaliger Adelshof, 16. bis 18. Jahrhundert; stattlicher Putzbau mit Treppenturm, 16. Jahrhundert, Walmdach wohl aus dem 18. Jahrhundert; verzweigte tonnengewölbte Keller- und Ganganlage; prächtiger barocker Wappenstein über Kellerabgang | BW                             |
| Grundschule                                                                          | Krämerstraße 38 Lage                                                               | 1926                                   | dreigeschossiger Winkelbau mit Walmdächern, umfangreicher expressionistischer Dekor, bezeichnet 1926, Architekt Regierungsbaurat Ernst Böckmann; Ausstattung; Schulhof mit originaler Umfassung, Toilettenhäuschen und Brunnenbecken; unter dem Hof Gewölbekeller, 18. Jahrhundert | weitere Bilder Fotos hochladen |
| Hofanlage                                                                            | Krämerstraße 40 Lage                                                               | 16. bis 19. Jahrhundert                | dreiteilige Hofanlage, 16. bis 19. Jahrhundert; Hauptgebäude wohl bis ins Obergeschoss aus dem 16. oder frühen 17. Jahrhundert, im 18. Jahrhundert erweitert, Oberlichtportal bezeichnet 1732; vierteilige, im Kern spätmittelalterlich-frühneuzeitliche Kelleranlage | BW                             |
| Gautor                                                                               | Krämerstraße, bei Nr. 42 Lage                                                      | 13. Jahrhundert                        | Gautor der Stadtbefestigung, 13. Jahrhundert; im unteren Teil spätromanischer Putzbau mit Durchfahrt, 1566 aufgestockt; gedeckte Außentreppe auf der Südseite 19. Jahrhundert, Pyramidenhelm; Stadtmaueranschlüsse in Resten erhalten | weitere Bilder Fotos hochladen |
| Wohn- und Geschäftshaus                                                              | Mainzer Straße 4 Lage                                                              | 1754                                   | dreigeschossiges spätbarockes Bürgerhaus; Ladenarkaden bezeichnet 1754, Obergeschoss und großes Zwerchhaus mit Zierfachwerk; Ausstattung; Keller- und Ganganlage auf drei Ebenen, großteils vor 1689 | Fotos hochladen                |
| Torbogen                                                                             | Mainzer Straße, an Nr. 5 Lage                                                      | frühes 18. Jahrhundert                 | barocker Torbogen mit Kopfmaske, wohl aus dem frühen 18. Jahrhundert; am Rückgebäude Torschlussstein, bezeichnet 1569 | BW                             |
| Torbogen                                                                             | Mainzer Straße, an Nr. 7 Lage                                                      | 1729                                   | spätbarocker Torbogen, Hausmarke bezeichnet 1729 | weitere Bilder Fotos hochladen |
| Keller                                                                               | Mainzer Straße, unter Nr. 10 Lage                                                  |                                        | wohl spätgotische Kelleranlage; umlaufendes Tonnengewölbe über wuchtigem Achteckpfeiler | BW                             |
| Torbogen                                                                             | Mainzer Straße, an Nr. 11/13/15 Lage                                               | 18. Jahrhundert                        | barocker Torbogen, 18. Jahrhundert; Bronzegedenktafel mit Lutherbildnis, 1933 | weitere Bilder Fotos hochladen |
| Wohnhaus                                                                             | Mainzer Straße 16 Lage                                                             | 18. Jahrhundert                        | anspruchsvolles barockes Bürgerhaus, Dreifensterhaus mit Schweifgiebel, 18. Jahrhundert | weitere Bilder Fotos hochladen |
| Wohnhaus                                                                             | Mainzer Straße 18 Lage                                                             | erste Hälfte des 18. Jahrhunderts      | barockes Wohnhaus, teilweise Zierfachwerk, erste Hälfte des 18. Jahrhunderts (1707?), mit älteren Teilen, Oberlichtportal bezeichnet 1786 (Umbau?); ausgedehnte Keller- und Ganganlage, teilweise vor 1689 | Fotos hochladen                |
| Wohnhaus                                                                             | Mainzer Straße 25 Lage                                                             | erste Hälfte des 18. Jahrhunderts      | schmalbrüstiges barockes Fachwerk-Wohnhaus, teilweise massiv, wohl aus der ersten Hälfte des 18. Jahrhunderts | BW                             |
| Wohnhaus                                                                             | Mainzer Straße 27 Lage                                                             | 1882/83                                | ein- bzw. dreigeschossiger neugotischer Walmdachbau, 1882/83, Architekt Carl Schwartze, Oppenheim; rückwärtig Renaissanceportal, gegen 1600, zur Kelleranlage | BW                             |
| Wohnhaus                                                                             | Mainzer Straße 31 Lage                                                             | zweite Hälfte des 18. Jahrhunderts     | ehemalige katholische Heilig-Geist-Kapelle; im Kern spätbarocker Mansardwalmdachbau, 1897 Umbau zum Wohnhaus, klassizierend überformt, Reliefstein bezeichnet 1732; Garten mit schmiedeeisernem Zaun, um 1900, darunter Kelleranlage (von Nr. 29); straßenbildprägend | BW                             |
| Keller                                                                               | Mainzer Straße, unter Nr. 33 Lage                                                  |                                        | im Kern spätgotische Kelleranlage: ein paralleltonnengewölbter Raum über Stützen und mit Wandpfeilern vor 1689, drei Keller wohl aus dem frühen 19. Jahrhundert | Fotos hochladen                |
| Skulptur                                                                             | Mainzer Straße, an Nr. 34 Lage                                                     |                                        | Marienskulptur, barocke Muschelnische, 18. Jahrhundert | BW                             |
| Wohn- und Geschäftshaus                                                              | Mainzer Straße 35 Lage                                                             | Anfang des 18. Jahrhunderts            | barockes Fachwerkhaus, Anfang des 18. Jahrhunderts, Ladeneinbau um 1900 | BW                             |
| Wohnhaus                                                                             | Mainzer Straße 37 Lage                                                             | 1729                                   | barocker Krüppelwalmdachbau, Fachwerk, teilweise massiv, verputzt, angeblich von 1729, Veränderungen 19. Jahrhundert; straßenbildprägend; Kelleranlage wohl vor 1689 | BW                             |
| Wohnhaus                                                                             | Mainzer Straße 38 Lage                                                             | erste Hälfte des 18. Jahrhunderts      | barockes Wohnhaus, erste Hälfte des 18. Jahrhunderts; Keller: großteils pfeilergestützte natürliche Höhle | BW                             |
| Hofanlage                                                                            | Mainzer Straße 44 Lage                                                             | um 1890                                | Hofanlage; spätklassizistisches Wohn- und Geschäftshaus, angeblich um 1890, straßenbildprägend; zweiarmige tonnengewölbte Ganganlage, eventuell vor 1689, sowie zwei weitere Gewölbekeller, 18. und 19. Jahrhundert | BW                             |
| Gasthaus „Zum Schwanen“                                                              | Mainzer Straße 46 Lage                                                             | 1707                                   | zehnachsiger barocker Fachwerkbau, teilweise massiv, bezeichnet 1707; teilweise wesentlich ältere Kelleranlage über drei Ebenen | BW                             |
| Wohnhaus                                                                             | Mainzer Straße 48 Lage                                                             | frühes 18. Jahrhundert                 | barockes Wohnhaus, teilweise Zierfachwerk, frühes 18. Jahrhundert, mit älteren Teilen; gangartiger Keller wohl vor 1689 | BW                             |
| Wohnhaus                                                                             | Mainzer Straße 49 Lage                                                             | 1736                                   | stattliches spätbarockes Wohnhaus mit ehemaligem Wirtschaftsteil; langgestreckter, leicht geknickter Bau, teilweise Fachwerk, angeblich von 1736 | Fotos hochladen                |
| Hofanlage                                                                            | Mainzer Straße 54 Lage                                                             | 18. und 19. Jahrhundert                | Hofanlage, vierflügelige spätbarocke Baugruppe, 18. und 19. Jahrhundert; anspruchsvolles dreigeschossiges Wohn- und Geschäftshaus, bezeichnet 1779, Aufstockung bezeichnet 1865; dreiarmige gewölbte Ganganlage vor 1689 | BW                             |
| Eiskeller Gillot                                                                     | Mainzer Straße, bei Nr. 56 Lage                                                    |                                        | in mehreren Abschnitten errichtete, im Ursprung wohl spätmittelalterlich-frühneuzeitliche, in den Hang getriebene Kelleranlage mit Krümmungen, Aufweitungen sowie vier Anräumen; tonnengewölbter Raum aus Ziegelmauerwerk als Eis- und Bierkeller, 1873, Architekt Engel, Oppenheim | BW                             |
| Haustür                                                                              | Mainzer Straße, an Nr. 64 Lage                                                     | drittes Viertel des 18. Jahrhunderts   | zweiflügeliges spätbarockes Türblatt, wohl aus dem dritten Viertel des 18. Jahrhunderts | BW                             |
| Villa                                                                                | Mainzer Straße 71 Lage                                                             | 1882/83                                | repräsentative neugotische Villa mit Eckturm, 1882/83, Architekt Carl Schwartze, Oppenheim, mit Resten eines Wohnhauses der ersten Hälfte des 19. Jahrhunderts auf der Stadtmauer; tonnengewölbte Weinkelleranlage über zwei Ebenen | Fotos hochladen                |
| Hofanlage                                                                            | Mainzer Straße 78 Lage                                                             | frühes 18. Jahrhundert                 | Hofanlage; spätbarocker Krüppelwalmdachbau, teilweise Fachwerk (verputzt), frühes 18. Jahrhundert; rückwärtig Nebengebäude, um 1850; Kelleranlage mit tonnengewölbten Gängen; straßenbildprägend | weitere Bilder Fotos hochladen |
| Eiskeller                                                                            | Mainzer Straße, unter Nr. 88/90 Lage                                               | 1853                                   | ehemaliger Eiskeller, bezeichnet 1853; Kelleranlage mit drei tonnengewölbten Räumen, am Ende 11 m hoher, überkuppelter „Eisdom“ | BW                             |
| Keller                                                                               | Mainzer Straße, unter Nr. 89 Lage                                                  |                                        | in mehreren Bauphasen entstandene Kelleranlage mit Brunnenkammer, in den ältesten Teilen spätmittelalterlich | BW                             |
| Wohnhaus                                                                             | Mainzer Straße 92 Lage                                                             | erste Hälfte des 18. Jahrhunderts      | barockes Eckwohnhaus, teilweise Zierfachwerk, erste Hälfte des 18. Jahrhunderts; in den Hang getriebener nachmittelalterlicher Keller | BW                             |
| Villa                                                                                | Mainzer Straße 112 Lage                                                            | 1899                                   | gotisierende burgartige Villa, teilweise verschiefert, 1899 bis um 1915, Architekt Genz, Oppenheim; parkartige Gartenanlage mit Grottenarchitektur und Teich; stadtbildprägend | BW                             |
| Kloster Mariacron                                                                    | Mainzer Straße 124 Lage                                                            | um 1300                                | ehemaliges Zisterzienserinnenkloster, 1265 erstmals erwähnt, spätestens 1689 zerstört; von der gotischen Klosterkirche St. Anna, um 1300 oder aus der ersten Hälfte des 14. Jahrhunderts, erhalten: Westgiebelwand und ein Teil der Südwand, beide mit Strebepfeilern; unter dem ehemaligen Bereich der Kirche Gewölbekeller von 1894; im Areal der Konventsgebäude: Brunnen; Grabmal Margaretha Knebel von Katzenelnbogen († 1585): Rotsandsteinplatte mit Umschrift; Grabmal Heinricus Rugher († 1307): Rotsandstein mit Umschrift; Grabsteinfragment, 14. oder 15. Jahrhundert (siehe Mainzer Straße 128); ehemaliger Grenzstein, 16. Jahrhundert | weitere Bilder Fotos hochladen |
| Wegekreuz                                                                            | Mainzer Straße, gegenüber Nr. 127 Lage                                             | 1750                                   | Wegekreuz; spätbarocker Sockel, bezeichnet 1750, Metallkorpus spätes 19. oder frühes 20. Jahrhundert | BW                             |
| Spolie                                                                               | Mainzer Straße, an Nr. 128 Lage                                                    | 14. oder 15. Jahrhundert               | Wappenstein der Adelsfamilie zum Jungen, wohl aus dem 14. oder 15. Jahrhundert | BW                             |
| Weingut Jakob Senfter Erben                                                          | Mainzer Straße 129 Lage                                                            | 1899                                   | späthistoristisches Ensemble mit repräsentativer Walmdach-Villa, bezeichnet 1899, Architekt Peter Gustav Rühl, Mainz; Ausstattung; Kelterhalle, teilweise Fachwerk, mit Treppengiebel; ausgedehnte Weinkelleranlage; Garten | BW                             |
| Wohn- und Geschäftshaus                                                              | Merianstraße 1/3 Lage                                                              | 16. und frühen 17. Jahrhundert         | Baugruppe, im Kern aus dem 16. und frühen 17. Jahrhundert (nach Stadtzerstörung von 1689 Wiederherstellung in der ersten Hälfte des 18. Jahrhunderts); Nr. 1: anspruchsvoller Eckbau, im Kern aus der Renaissance, Erweiterung im 18. Jahrhundert; Nr. 3: barockisierender Krüppelwalmdachbau mit verschindeltem Fachwerkgiebel, 1924; bauhistorisch höchst bedeutende Keller- und Ganganlage mit mindestens 25, in den ältesten Teilen wohl spätmittelalterlichen Räumen auf vier Ebenen | weitere Bilder Fotos hochladen |
| Rathaus                                                                              | Merianstraße 2 Lage                                                                |                                        | im Kern spätmittelalterliche, ehemals dreiteilige Baugruppe mit Treppengiebeln, nach Brand 1719 barocker Wiederaufbau des östlichen, 1882 des ehemals mittleren Teils; Renaissance-Treppenturm bezeichnet 1608; dreiteilige tonnengewölbte Kelleranlage mit verzweigtem Gangsystem; Hofmauer bezeichnet 1712 (Wiederaufbau) | weitere Bilder Fotos hochladen |
| Kriegerdenkmal                                                                       | Merianstraße, bei Nr. 2 Lage                                                       |                                        | Kriegerdenkmal 1870/71; Granitsäule aus der Ingelheimer Kaiserpfalz, eventuell römerzeitlich, jetzt mit bronzenem Reichsadler | Fotos hochladen                |
| Spolie                                                                               | Merianstraße, an Nr. 4 Lage                                                        | 1618                                   | Scheitelstein mit Wappenschild, bezeichnet (1)618 | Fotos hochladen                |
| Portal                                                                               | Merianstraße, an Nr. 5 Lage                                                        | 1718                                   | barockes Oberlichtportal, bezeichnet 1718 | BW                             |
| Evangelischer Pfarrhof                                                               | Merianstraße 6 Lage                                                                | 16. Jahrhundert                        | sechsachsiger Putzbau mit Schildgiebeln, im Kern wohl aus dem 16. Jahrhundert, im 18. Jahrhundert barock überformt, Stall/Kelterhaus mit niedrigerem Anbau wohl aus dem 17. Jahrhundert, kleine Ökonomie, großer Garten mit Bruchsteinmauer; straßenbildprägend | Fotos hochladen                |
| Keller                                                                               | Merianstraße, unter Nr. 9 Lage                                                     | 16. oder 17. Jahrhundert               | zweiteilige tonnengewölbte Kelleranlage, wohl zumindest in Teilen aus dem 16. oder 17. Jahrhundert | BW                             |
| Haus „Zum Freitag“                                                                   | Merianstraße 11 Lage                                                               | 16. oder frühen 17. Jahrhundert        | eingeschossige Dreiflügelanlage, im Kern wohl aus dem 16. oder frühen 17. Jahrhundert, Umbau des rückwärtigen Flügels 1875, Architekt Paul Wallot, Frankfurt am Main; weitläufige tonnengewölbte Weinkelleranlage, 18. und 19. Jahrhundert; Renaissance-Hoftorbogen bezeichnet 1629 | weitere Bilder Fotos hochladen |
| Evangelische Katharinenkirche                                                        | Merianstraße 12 Lage                                                               | um 1226                                | um 1226 begonnener, in fünf Bauabschnitten errichteter hochbedeutender mittelalterlicher Rotsandsteinbau mit spätromanischer Doppelturmfassade, hochgotischem Chor, Querhaus, basilikalem Langhaus und Vierungsturm sowie spätgotischem Westchor, 1419–39 von Madern Gerthener, Teilzerstörung 1689, Wiederinstandsetzung und Restaurierungen seit der zweiten Hälfte des 18. Jahrhunderts, Glasmalereien des 14. bis 16. und des 20. Jahrhunderts, Grabmäler vom 14. bis 18. Jahrhundert; an der Kirche Spolien gotischer Bauskulptur, spätmittelalterliche Grabsteine, barockes Grabkreuz, um 1783 | weitere Bilder Fotos hochladen |
| Michaelskapelle                                                                      | Merianstraße, bei Nr. 12 Lage                                                      | Anfang des 14. Jahrhunderts            | am Kirchhof St. Michaelskapelle, doppelgeschossiger Kapellenkarner, Anfang des 14. Jahrhunderts, Umbau 1929; in der Umfassungsmauer des Kirchhofs Torbogen, bezeichnet 1590 | weitere Bilder Fotos hochladen |
| Merian-Haus                                                                          | Merianstraße 13 Lage                                                               | 1714                                   | sechsachsiges barockes Wohnhaus, bezeichnet 1714, im Kern spätgotisch (15. oder 16. Jahrhundert); spätmittelalterlich-frühneuzeitlicher Keller | weitere Bilder Fotos hochladen |
| Katharinenschule                                                                     | Merianstraße 15 Lage                                                               | 1830/31                                | ehemalige Katharinenschule; siebenachsiger spätklassizistischer Typenbau, 1830/31 | Fotos hochladen                |
| Wohnhaus                                                                             | Pfaugasse 13 Lage                                                                  | 18. Jahrhundert                        | eingeschossiges barockes Kleinhaus, wohl aus dem 18. Jahrhundert | BW                             |
| Weingut                                                                              | Pfaugasse 26/28/30/32/32a, Bädergasse 39 Lage                                      | 1919–1922                              | repräsentatives Weingut; einheitliches Ensemble aus Putzbauten mit barockisierenden und klassizierenden Motiven und auskragenden Walmdächern, 1919–1922, Architekt Reinhold Weisse, Mainz, über spätmittelalterlich-frühneuzeitlichen Stützmauern; Ausstattung; neubarocker Gartenpavillon; spätmittelalterlich-frühneuzeitliche Keller; ortsbildprägend | Fotos hochladen                |
| Wohn- und Geschäftshaus                                                              | Postplatz 3 Lage                                                                   | frühes 19. Jahrhundert                 | Krüppelwalmdachbau, teilweise Fachwerk (verputzt), frühes 19. Jahrhundert, im Kern älter; platzbildprägend | BW                             |
| Wohnhaus                                                                             | Postplatz 4 Lage                                                                   | 1896                                   | auf der Stadtmauer fußender gründerzeitlicher Gelbklinkerbau mit Walmdach, Neurenaissance, 1896, Architekt Peter Gustav Rühl, Mainz; bauhistorisch hochbedeutende Keller- und Ganganlage, wohl vor 1689; platz- und ortsbildprägend | BW                             |
| Ruine                                                                                | Rathofstraße 5 Lage                                                                | vor 1689                               | Ruine eines Ökonomiegebäudes, kreuzgratgewölbter Bruchsteinbau, im Kern wohl vor 1689 | BW                             |
| Rathof                                                                               | Rathofstraße 21 Lage                                                               | 1880                                   | Wohn- und Kelterhaus, zweigeschossiger Bau mit Kniestock, hofseitig Giebelrisalit, bezeichnet 1880 | BW                             |
| Rathofkapelle                                                                        | Rathofstraße, zu Nr. 21 Lage                                                       |                                        | ehemalige Kapelle des Erbacher Klosterhofes; Mansarddachbau, im Kern mittelalterlich, barock überformt; Wappen des Abtes Adolph Dreymüllen, bezeichnet 1731 | weitere Bilder Fotos hochladen |
| Brunnen                                                                              | Rathofstraße, zu Nr. 23 Lage                                                       |                                        | stattlicher spätmittelalterlicher Ziehbrunnen | BW                             |
| Architekturteile                                                                     | Rathofstraße, an Nr. 25 Lage                                                       |                                        | spätgotische Architekturteile: gekuppeltes Spitzbogenfenster; Kellerbogen; doppelt tonnengewölbter Keller über wuchtiger Mittelstütze, Wandpfeiler | BW                             |
| Keller                                                                               | Rittergasse, unter Nr. 4/6/8 Lage                                                  | 16. oder 17. Jahrhundert               | ausgedehnte mehrteilige Kelleranlage, wohl aus dem 16. oder 17. Jahrhundert | BW                             |
| Wohnhaus                                                                             | Schulstraße 11 Lage                                                                | 16. oder frühen 17. Jahrhundert        | eingeschossiger Krüppelwalmdachbau, im Kern aus dem 16. oder frühen 17. Jahrhundert, um 1800 spätbarock überformt; drei tonnengewölbte, wohl bauzeitliche Keller; straßenbildprägend | BW                             |
| Pforten                                                                              | Sparrhofgasse, zu Nr. 2 Lage                                                       | vor 1689                               | zwei Pforten mit wiederverwendeten spätgotischen Gewänden, vor 1689; Kelleranlage, Pendentifgewölbe über Mittelpfeiler, 19. Jahrhundert | BW                             |
| Wohnhaus                                                                             | Turmstraße 1 Lage                                                                  | 16. oder frühes 17. Jahrhundert        | dreigeschossiger Renaissancebau mit polygonalem Treppenturm, 16. oder frühes 17. Jahrhundert (nach Bränden 1635 und um 1865 wiederhergestellt), bezeichnet 1876 (Renovierung) | BW                             |
| Uhrturm                                                                              | Turmstraße, gegenüber Nr. 1 Lage                                                   | 1255                                   | nordöstlicher Eckturm der Stadtmauer, 1255; Wiederaufbau 1843/44 als Uhrturm, zylindrischer Kalkbruchsteinbau, neugotische Spitzbogenfenster | weitere Bilder Fotos hochladen |
| Hofanlage                                                                            | Vorstädterstraße 4 Lage                                                            | Mitte des 18. Jahrhunderts             | barocker Parallelhof, Mitte des 18. Jahrhunderts; vierachsiges Wohnhaus, teilweise Fachwerk (verputzt), Nebengebäude mit Mansarddach; tonnengewölbter Keller wohl vor 1689 | BW                             |
| Wohnhaus                                                                             | Vorstädterstraße 8 Lage                                                            | Mitte des 17. Jahrhunderts             | frühbarockes Wohnhaus, teilweise Fachwerk (verputzt), Mitte des 17. Jahrhunderts mit älteren Teilen, im 18. Jahrhundert überformt; straßenbildprägend | BW                             |
| Seilertor                                                                            | Vorstädterstraße, in Nr. 24 Lage                                                   | erste Hälfte des 16. Jahrhunderts      | Seilertor der Stadtbefestigung, erste Hälfte des 16. Jahrhunderts, zwei Geschosse des Unterbaus mit Schießscharten | BW                             |
| Gasthaus „Zum Grünen Baum“                                                           | Vorstädterstraße 32 Lage                                                           | erstes Viertel des 19. Jahrhunderts    | klassizistischer Krüppelwalmdachbau, erstes Viertel des 19. Jahrhunderts; Holzstiege bezeichnet 1824; straßenbildprägend | BW                             |
| Hochwasserstein                                                                      | Vorstädterstraße, bei Nr. 32 Lage                                                  | 1882                                   | Hochwasserstein, bezeichnet 1882, mit Wasserhöhen von 1824 und 1845 | BW                             |
| Gasthof „Zur Krone“                                                                  | Vorstädterstraße 33 Lage                                                           | erste Hälfte des 18. Jahrhunderts      | zweiteiliger Barockbau, eingeschossiger Teil mit Mansarddach wohl aus der ersten Hälfte des 18. Jahrhunderts, zweigeschossiger, zweiachsiger Walmdachanbau, teilweise Fachwerk (verputzt), platzbildprägend | BW                             |
| Spolie                                                                               | Vorstädterstraße, an Nr. 34 Lage                                                   | 1744                                   | relieferter Türschlussstein, Schifferzeichen, bezeichnet 1744 | BW                             |
| Pforte                                                                               | Vorstädterstraße, zu Nr. 51 Lage                                                   | erste Hälfte des 18. Jahrhunderts      | barocke Hofpforte mit Schifferzeichen, wohl aus der ersten Hälfte des 18. Jahrhunderts | BW                             |
| Wohnhaus                                                                             | Welschdorfgasse 2 Lage                                                             | 16. oder 17. Jahrhundert               | langgestrecktes Fachwerkhaus, massives Erdgeschoss zumindest teilweise aus dem 16. oder 17. Jahrhundert, sonst Wiederaufbau des 18. Jahrhunderts und Umbau nach 1860; Kellerbogen bezeichnet 1599 (1699?); Kelleranlage über zwei Ebenen | Fotos hochladen                |
| Spolie                                                                               | Welschdorfgasse, in Nr. 3 Lage                                                     | 1604                                   | Kellerbogenschlussstein, bezeichnet 1604 | BW                             |
| Landschreiberei                                                                      | Wormser Straße 2 Lage                                                              | 1709–11                                | repräsentativer barocker Mansardwalmdachbau, 1709–11, im Keller eventuell Reste einer ersten Stadtmauer; rückwärtig Mansarddachbau, 1898/99, Architekt Genz, Oppenheim | weitere Bilder Fotos hochladen |
| Keller                                                                               | Wormser Straße, unter Nr. 8 Lage                                                   |                                        | im Kern spätmittelalterlich-frühneuzeitliche Kelleranlage: auf mächtigem Mittel- und zwei Wandpfeilern ruhende, sich durchdringende Tonnengewölbe auf unregelmäßigem Grundriss | BW                             |
| Hofanlage                                                                            | Wormser Straße 9 Lage                                                              | 18. und 19. Jahrhundert                | Dreiseithof, im Wesentlichen aus dem 18. und 19. Jahrhundert; spätbarockes Wohnhaus, teilweise Fachwerk (verputzt), bezeichnet 1765; straßenbildprägend | BW                             |
| Hofanlage                                                                            | Wormser Straße 13 Lage                                                             | 1737                                   | barockes Kleinwinzeranwesen; Wohnhaus, teilweise Fachwerk, bezeichnet 1737 und 1783 (Umbau?) | BW                             |
| Wohnhaus                                                                             | Wormser Straße 15 Lage                                                             | erste Hälfte des 18. Jahrhunderts      | stattliches Wohnhaus mit großem Zwerchhaus, teilweise Zierfachwerk, erste Hälfte des 18. Jahrhunderts, mit älteren Steinbauteilen (16. und 17. Jahrhundert), südliche Hofmauer wohl Rest eines spätmittelalterlich-frühneuzeitlichen Gebäudes | BW                             |
| Wohnhaus                                                                             | Wormser Straße 16 Lage                                                             | frühes 18. Jahrhundert                 | barockes Wohnhaus, teilweise Zierfachwerk, frühes 18. Jahrhundert; spätmittelalterlich-frühneuzeitliche Keller- und Ganganlage | BW                             |
| Keller                                                                               | Wormser Straße, unter Nr. 19 Lage                                                  |                                        | spätmittelalterlich-frühneuzeitlicher tonnengewölbter Stützenkeller mit Brunnennische, auf der Nordseite anschließend zwei parallele Tonnengewölbe | BW                             |
| Wohnhaus                                                                             | Wormser Straße 21 Lage                                                             | 1715                                   | barockes Fachwerkhaus, teilweise massiv, bezeichnet 1715, Zwerchhaus 19. Jahrhundert | Fotos hochladen                |
| Hofanlage                                                                            | Wormser Straße 23 Lage                                                             | 1852                                   | stattliche dreiflügelige Hofanlage, 1852; spätklassizistischer Putzbau mit Kniestock; vom Vorgängerbau die tonnengewölbte Kelleranlage mit Brunnen; großvolumige Ökonomie mit Gewölbestall mit vier dorischen Säulen, Remise und Kelterhaus | Fotos hochladen                |
| Spolie                                                                               | Wormser Straße, an Nr. 25 Lage                                                     | 1676                                   | Rotsandsteinplatte mit Bäckerzeichen, bezeichnet 1676 | BW                             |
| Portal                                                                               | Wormser Straße, an Nr. 29 Lage                                                     | 1737                                   | barockes Hofportal, Blattwerkkartusche mit Schifferzeichen, bezeichnet 1737; im Keller vermauert Renaissance-Epitaph aus der Katharinenkirche, um 1578 | BW                             |
| Gasthaus „Zum Löwen“                                                                 | Wormser Straße 31 Lage                                                             | 1773                                   | achtachsiges spätbarockes Wohnhaus, teilweise Fachwerk (verputzt), bezeichnet 1773, im Kern wohl älter | BW                             |
| Hofanlage                                                                            | Wormser Straße 32 Lage                                                             | 1720er Jahre                           | Hofanlage; barockes Wohnhaus, teilweise Zierfachwerk, wohl aus den 1720er Jahren mit älteren Teilen; Torbogen bezeichnet 1595 und 1724, Nebengebäude wohl aus dem 18. Jahrhundert | BW                             |
| Gasthof                                                                              | Wormser Straße 33 Lage                                                             | erste Hälfte des 18. Jahrhunderts      | barocker Mansarddachbau, teilweise Fachwerk (verkleide)t, wohl aus der ersten Hälfte des 18. Jahrhunderts | BW                             |
| Portal                                                                               | Wormser Straße, an Nr. 41 Lage                                                     | Mitte des 19. Jahrhunderts             | aufwändiges Nischenportal mit spätklassizistischem Türblatt, Mitte des 19. Jahrhunderts | BW                             |
| Villa                                                                                | Wormser Straße 46 Lage                                                             | 1892                                   | spätklassizistische kubische Villa, bezeichnet 1892, Ausstattung; tonnengewölbte Kelleranlage, zumindest teilweise vor 1689; Kelterhaus (1910, Architekt Waldschmidt, Oppenheim) über älterem doppelgeschossigen Weinkeller; großer ummauerter Garten | BW                             |
| Hofanlage                                                                            | Wormser Straße 47 Lage                                                             | 1713                                   | Hofanlage; stattliches barockes Wohnhaus, bezeichnet 1713, tonnengewölbte Keller- und Ganganlage | BW                             |
| Deutsches Weinbaumuseum                                                              | Wormser Straße 49 Lage                                                             | 1746                                   | ehemaliges Spital, jetzt Deutsches Weinbaumuseum; barocker Mansarddachbau in der Art eines Stadtpalais, 1746; zweiteiliges Rückgebäude mit Schulsaal, 1940/41 mit älteren Teilen, Sonnenuhr bezeichnet 1954 | weitere Bilder Fotos hochladen |
| Keller                                                                               | Wormser Straße, unter Nr. 50 Lage                                                  | vor 1689                               | Kelleranlage, vor 1689: großvolumiger Zweistützenraum, die kräftigen Rundpfeiler wohl Überrest eines spätmittelalterlich-frühneuzeitlichen Giebelhauses; barocker Kellerbogen, 18. Jahrhundert, anschließend Gang mit Dreieckstonne und spitzbogigem Durchgang, unter Hof und Garten zwei weitere tonnengewölbte Keller | BW                             |
| Spolie                                                                               | Wormser Straße, an Nr. 51 Lage                                                     | erste Hälfte des 18. Jahrhunderts      | reliefierter Fenstersturz, wohl aus der ersten Hälfte des 18. Jahrhunderts | BW                             |
| Villa                                                                                | Wormser Straße 52 Lage                                                             | 1890                                   | gründerzeitlicher Gelbklinkerbau mit Mansardwalmdach, 1890, Architekt Ludwig Becker, Mainz; mit Ausstattung; ortsbildprägend | Fotos hochladen                |
| Brunnen                                                                              | Wormser Straße, bei Nr. 52 Lage                                                    | um 1890                                | Laufbrunnen, Rotsandstein, um 1890, Entwurf Ludwig Becker, Mainz; Pumpbrunnen, Gusseisen, zweite Hälfte des 19. Jahrhunderts | Fotos hochladen                |
| Wohnhaus                                                                             | Wormser Straße 53 Lage                                                             | um 1600                                | winkelförmiges Wohnhaus; Erdgeschoss um 1600, Türsturz bezeichnet 1706, Aufstockung wohl in der zweiten Hälfte des 19. Jahrhunderts; vorbarocke gewölbte Kelleranlage mit Brunnen; straßenbildprägend | BW                             |
| Lutherisches Pfarr- und Schulhaus                                                    | Wormser Straße 54 Lage                                                             | erste Hälfte des 18. Jahrhunderts      | ehemaliges lutherisches Pfarr- und Schulhaus; Barockbau, erste Hälfte des 18. Jahrhunderts, teilweise über tonnengewölbtem Keller vor 1689 | BW                             |
| Spolie                                                                               | Wormser Straße, an Nr. 56 Lage                                                     | 15. Jahrhundert                        | gotischer Gewölbeschlussstein, wohl von der St. Sebastianskirche, 15. Jahrhundert | BW                             |
| Spolie                                                                               | Wormser Straße, an Nr. 57 Lage                                                     | 18. Jahrhundert                        | Ofenfuß; reliefierter barocker Volutenstein, 18. Jahrhundert | BW                             |
| Lutherisches Inspektionshaus                                                         | Wormser Straße 58 Lage                                                             | erste Hälfte des 18. Jahrhunderts      | ehemaliges lutherisches Inspektionshaus; barockes Wohnhaus, erste Hälfte des 18. Jahrhunderts, im Kern wohl wesentlich älter, tonnengewölbte Keller | BW                             |
| Lutherisches Schulhaus                                                               | Wormser Straße 60 Lage                                                             | Mitte des 18. Jahrhunderts             | ehemaliges lutherisches Schulhaus; barocker Massivbau, wohl aus der Mitte des 18. Jahrhunderts mit älteren Teilen; tonnengewölbter Keller | BW                             |
| Weingut „Bürgermeister Carl Koch Erben“                                              | Wormser Straße 62/64 Lage                                                          | 16. Jahrhundert                        | weitläufige Vierflügelanlage, ab dem 16. Jahrhundert; spätgotischer Schildgiebelbau, mehrteilige tonnengewölbte Kelleranlage, 16. oder 17. Jahrhundert; Walmdachbau, angeblich um 1810; ehemaliges Fabrikgebäude mit Treppenturm, bezeichnet 1850; Ökonomiegebäude wohl aus dem 16. oder 17. Jahrhundert; Ziergarten mit Gartenlaube, um 1900; zugehörig Abschnitt der Stadtbefestigung mit Resten der Stadtmauer, des Hexenturms und Grabens, jetzt Wingerte | BW                             |
| Witterstättersches Gartenhaus                                                        | Wormser Straße 75 Lage                                                             | nach 1815                              | klassizistischer Putzbau, mit Pyramidendach, wohl nach 1815 | Fotos hochladen                |
| Weingut                                                                              | Wormser Straße 80 Lage                                                             | 1893                                   | spätgründerzeitliches Weingut, 1893, Architekt Peter Gustav Rühl, Mainz; villenartiger historisierender Gelbklinkerbau mit Walmdach; Kelterhaus mit Walmdach; zwei parallele Weinkeller | Fotos hochladen                |
| Wegekreuz                                                                            | Wormser Straße, hinter Nr. 85 Lage                                                 | 1734                                   | Wegekreuz, Rotsandstein, barocker Sockel bezeichnet 1734 (Metallkorpus um 1925) | Fotos hochladen                |
| Torhaus                                                                              | Wormser Straße 110 Lage                                                            | 1589                                   | Torbau des Gutleuthauses; dreigiebeliger Renaissancebau, bezeichnet 1589 | Fotos hochladen                |
| Staatliche Weinbaudomäne                                                             | Wormser Straße 162 Lage                                                            | 1922/23                                | schlossartige Dreiflügelanlage, barockisierend-klassizierender Heimatstil, 1922/23 | Fotos hochladen                |
| Spolie                                                                               | Zuckerberg, an Nr. 3 Lage                                                          | 16. oder 17. Jahrhundert               | Wappenstein mit (Reichs-?)Adler, wohl aus dem 16. oder 17. Jahrhundert | BW                             |
| Pforte                                                                               | Zuckerberg, bei Nr. 5 Lage                                                         | 1602                                   | Weinbergspforte, bezeichnet 1602, mit spätgotischem Torbogen (wohl wiederverwendet) | BW                             |
| Staatliche Landeslehr- und Versuchsanstalt für Landwirtschaft, Weinbau und Gartenbau | Zuckerberg 19 Lage                                                                 | 1889                                   | ehemalige Staatliche Landeslehr- und Versuchsanstalt für Landwirtschaft, Weinbau und Gartenbau; repräsentativer gotisierender Backsteinbau mit Walmdach, bezeichnet 1889; zwei stattliche tonnengewölbte Keller | weitere Bilder Fotos hochladen |
| Burgruine Landskron                                                                  | nordwestlich der Stadt; Flur Auf dem Schloßberg Lage                               | um 1220/25                             | um 1220/25 gegründete Reichsburg, 1257 und nach Wiederaufbau (1273) 1275 erneut zerstört, 1281/82 erweiterter Wiederaufbau durch König Rudolf von Habsburg, um 1615 grundlegender Umbau, Beschädigungen 1620, 1631, 1689; Kernburg: umfassende Substanz der Zeit um 1375/81, Reste des Palas und eines Wohnbaus mit renaissancezeitlichem zweitem Obergeschoss; im Burghof Reste des Küchenbaus, um 1500, eines Backofens, 17. Jahrhundert, Brunnen datiert auf 1270, Bodenfunde seit dem 13. Jahrhundert; von der Vorburg Reste der Ringmauer; Denkmal, Granitfindling, bezeichnet 1876 | weitere Bilder Fotos hochladen |
| Betriebsgebäude                                                                      | östlich der Stadt; Im Kläuerchen (Außerhalb 69) Lage                               | um 1910                                | Betriebsgebäude der Obstbaulichen Versuchsanstalt der Landeslehr- und Versuchsanstalt für Landwirtschaft, Weinbau und Gartenbau; Krüppelwalmdachbau mit historisierenden Fachwerkteilen, Heimatstil, um 1910 | BW                             |
| Krötenbrunnen                                                                        | südwestlich der Stadt; Flur Goldberg Lage                                          | 1577                                   | Quellfassung mit drei hangparallelen Stollen, bezeichnet 1577, 1617 und später | Fotos hochladen                |
| Brunnenstollen                                                                       | westlich der Stadt an der K 44; Flur Steig Lage                                    |                                        | tonnengewölbter Bruchsteinbau, teilweise Backstein, im Kern eventuell mittelalterlich-frühneuzeitlich | BW                             |
| Wegweiser                                                                            | westlich der Stadt an der Kreisstraße nach Dexheim; Flur Am vorderen Goldberg Lage | erste Hälfte des 19. Jahrhunderts      | dorische Sandsteinsäule, wohl aus der ersten Hälfte des 19. Jahrhunderts | Fotos hochladen                |
| Feldkreuz                                                                            | westlich der Stadt; Flur Am vorderen Goldberg Lage                                 | um 1500                                | spätgotisches Sandsteinkreuz, um 1500 | BW                             |
| Sackträgerstollen                                                                    | westlich der Stadt in den Weinbergen; Flur Sackträger Lage                         | 16. Jahrhundert                        | 183 m lange Wasserversorgungsanlage, 16. Jahrhundert; äußerer Stollen mit Backsteingewölbe, bezeichnet 1568, 1571 und später, innerer Stollen bezeichnet 1644 | BW                             |